# Far East Cup w biegach narciarskich 2014/2015
Far East Cup w biegach narciarskich 2014/2015 to kolejna edycja tego cyklu zawodów składająca się z dziewięciu biegów. Rywalizacja rozpoczęła się 17 grudnia 2014 w koreańskim Alpensia Resort, a zakończyła 4 lutego 2015 w tym samym miejscu.
W poprzednim sezonie tego cyklu najlepszą wśród kobiet była Japonka Naoko Omori, a wśród mężczyzn Japończyk Nobu Naruse. Tym razem najlepszą z kobiet okazała się ponownie Japonka Yuki Kobayashi, a wśród mężczyzn pierwszy jej rodak Kaichi Naruse.

## Kalendarz i wyniki

### Kobiety
| Lp | Data            | Miejscowość     | Dystans            | 1. miejsce          | 2. miejsce          | 3. miejsce      |
| -- | --------------- | --------------- | ------------------ | ------------------- | ------------------- | --------------- |
| 1. | 17 grudnia 2014 | Alpensia Resort | 5 km s. klasycznym | Yuki Kobayashi      | Michiko Kashiwabara | Yukari Tanaka   |
| 2. | 18 grudnia 2014 | Alpensia Resort | 10 km s. dowolnym  | Yuki Kobayashi      | Michiko Kashiwabara | Lee Chae-won    |
| 3. | 26 grudnia 2014 | Otoineppu       | 5 km s. klasycznym | Masako Ishida       | Yuki Kobayashi      | Sumiko Ishigaki |
| 4. | 27 grudnia 2014 | Otoineppu       | 5 km s. dowolnym   | Yuki Kobayashi      | Masako Ishida       | Yukari Tanaka   |
| 5. | 6 stycznia 2015 | Sapporo         | 5 km s. klasycznym | Yuki Kobayashi      | Sumiko Ishigaki     | Naoko Azegami   |
| 6. | 7 stycznia 2015 | Sapporo         | Sprint s. dowolnym | Michiko Kashiwabara | Yuki Kobayashi      | Naoko Azegami   |
| 7. | 8 stycznia 2015 | Sapporo         | 5 km s. dowolnym   | Yuki Kobayashi      | Sumiko Ishigaki     | Yukari Tanaka   |
| 8. | 3 lutego 2015   | Alpensia Resort | 5 km s. klasycznym | Lee Chae-won        | Je Sang-mi          | Ju Hye-ri       |
| 9. | 4 lutego 2015   | Alpensia Resort | 10 km s. dowolnym  | Lee Chae-won        | Je Sang-mi          | Ju Hye-ri       |

### Mężczyźni
| Lp | Data            | Miejscowość     | Dystans             | 1. miejsce           | 2. miejsce           | 3. miejsce        |
| -- | --------------- | --------------- | ------------------- | -------------------- | -------------------- | ----------------- |
| 1. | 17 grudnia 2014 | Alpensia Resort | 10 km s. klasycznym | Takatsugu Uda        | Kentarō Ishikawa     | Kaichi Naruse     |
| 2. | 18 grudnia 2014 | Alpensia Resort | 15 km s. dowolnym   | Takatsugu Uda        | Naoto Baba           | Tomuya Tanaka     |
| 3. | 26 grudnia 2014 | Otoineppu       | 10 km s. klasycznym | Keishin Yoshida      | Akira Lenting        | Hiroyuki Miyazawa |
| 4. | 27 grudnia 2014 | Otoineppu       | 10 km s. dowolnym   | Keishin Yoshida      | Akira Lenting        | Tomuya Tanaka     |
| 5. | 6 stycznia 2015 | Sapporo         | 10 km s. klasycznym | Akira Lenting        | Keishin Yoshida      | Hiroyuki Miyazawa |
| 6. | 7 stycznia 2015 | Sapporo         | Sprint s. dowolnym  | Nobuhito Kashiwabara | Yūichi Onda          | Akira Lenting     |
| 7. | 8 stycznia 2015 | Sapporo         | 10 km s. dowolnym   | Keishin Yoshida      | Akira Lenting        | Kaichi Naruse     |
| 8. | 3 lutego 2015   | Alpensia Resort | 10 km s. klasycznym | Kaichi Naruse        | Nobuhito Kashiwabara | Kim Min-woo       |
| 9. | 4 lutego 2015   | Alpensia Resort | 15 km s. dowolnym   | Kaichi Naruse        | Nobuhito Kashiwabara | Cho Yong-jin      |

## Klasyfikacje
| Lp. | Zawodnik            | Punkty |
| --- | ------------------- | ------ |
| 1.  | Yuki Kobayashi      | 660    |
| 2.  | Lee Chae-won        | 434    |
| 3.  | Sumiko Ishigaki     | 401    |
| 3.  | Michiko Kashiwabara | 401    |
| 5.  | Yukari Tanaka       | 339    |
| 6.  | Naoko Azegami       | 284    |
| 7.  | Kozue Takizawa      | 245    |
| 8.  | Yuka Otsuka         | 216    |
| 9.  | Je Sang-mi          | 210    |
| 10. | Chisa Obayashi      | 209    |

| Lp. | Zawodnik             | Punkty |
| --- | -------------------- | ------ |
| 1.  | Kaichi Naruse        | 510    |
| 2.  | Nobuhito Kashiwabara | 480    |
| 3.  | Takatsugu Uda        | 417    |
| 4.  | Akira Lenting        | 400    |
| 5.  | Keishin Yoshida      | 380    |
| 6.  | Tomuya Tanaka        | 241    |
| 7.  | Jumpu Nishida        | 208    |
| 8.  | Hiroyuki Miyazawa    | 201    |
| 9.  | Tomoki Satou         | 175    |
| 10. | Kentarō Ishikawa     | 164    |